# Heinz Hilpert
Heinz Hilpert (Berlino, 1º marzo 1890 – Gottinga, 25 novembre 1967) è stato un attore, regista e direttore teatrale tedesco.

## Biografia

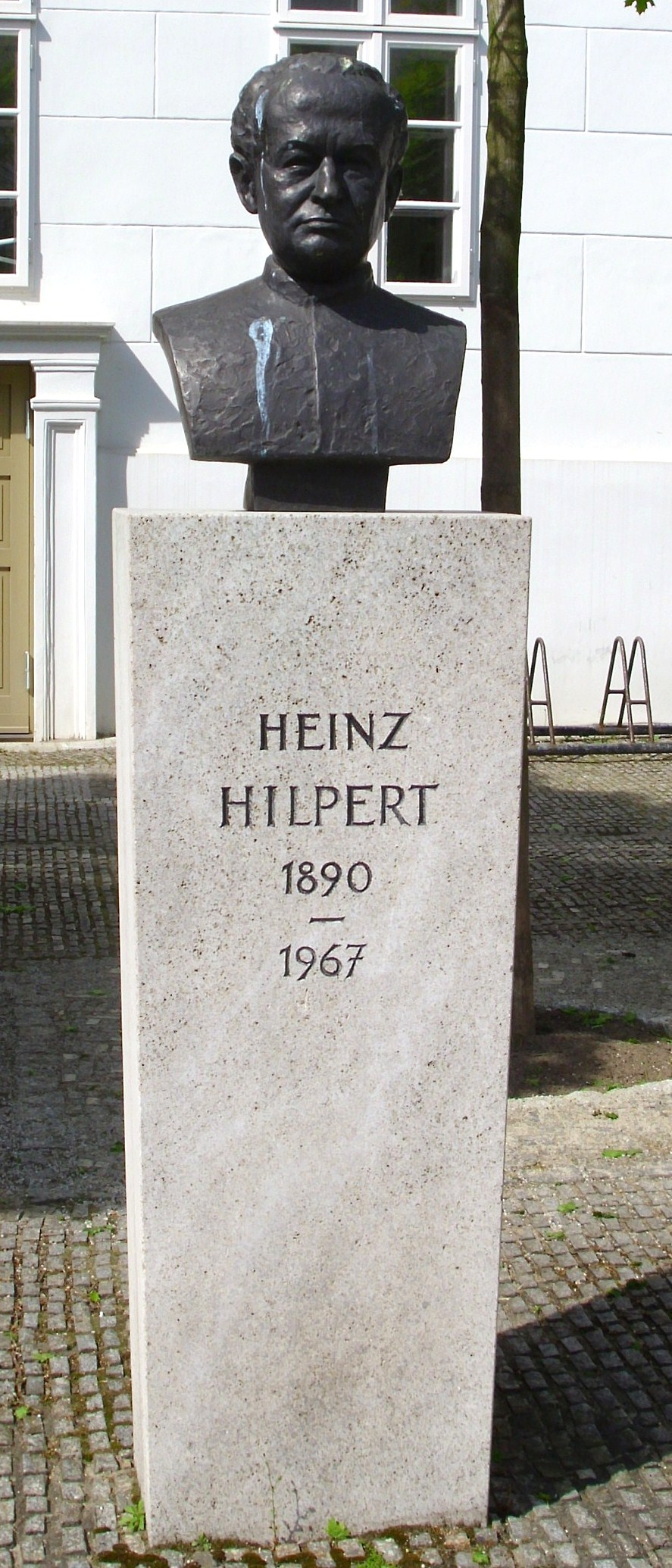
Busto di Heinz Hilpert davanti al Deutsches Theater Berlin, creato da Eberhard Bachmann

Il suo percorso di studi incluse dapprima la frequentazione dell'istituto magistrale e successivamente delle facoltà di filosofia e di storia dell'arte all'Università Humboldt di Berlino.
La sua carriera professionale incominciò con il mestiere di attore all'età di trent'anni al teatro Volksbühne, per proseguire, sempre nello stesso locale, con l'attività di regista teatrale.
Alla Volksbühne, Hilpert, iniziò la sua evoluzione artistica che arrivò ad una piena maturazione dopo il suo trasferimento al teatro Deutsches Theater nel 1926, dove collaborò con Max Reinhardt e si mise in evidenza con le rappresentazioni teatrali di Carl Zuckmayer e di Ferdinand Bruckner.
Il 5 marzo 1931 allestì la prima mondiale de Il Capitano di Koepenick di Zuckmayer, riscuotendo grandi consensi di critica e di pubblico.
Dal 1938 al 1945 diresse il teatro viennese Theater in der Josefstadt conservando, anche durante il nazismo, una buona libertà e autonomia artistica e gestionale del teatro da lui diretto.
Nel secondo dopoguerra soggiornò dapprima a Zurigo, dove mise in scena la prima de Il generale del diavolo di Zuckmayer, e successivamente si trasferì, dapprima, a Francoforte sul Meno e poi a Costanza per dirigere, in entrambi i casi, il Teatro Comunale locale.
Dal 1950 si spostò a Gottinga per guidare il Deutsches Theater, carica che mantenne fino al 1966.
Al Deutsches Theater, Hilpert si ritagliò uno spazio originale e personale nell'ambito della drammaturgia tedesca allestendo spettacoli sia classici sia moderni. Grazie alla sua brillante amministrazione, il Deutsches Theater divenne uno dei teatri più prestigiosi della Germania nella seconda metà del Novecento.
A Gottinga, Hilpert collaborò con la prestigiosa Università Georg-August organizzando corsi di recitazione e di direzione scenica.
Dal 1955 divenne membro dell'Accademia delle Arti di Berlino.

## Filmografia

### Attore
- König Nicolo, 1919.
- Der Knabe Eros, 1920.
- Brüder, 1922.
- Namenlose Helden, 1924.
- Prinz Louis Ferdinand, 1927.
- Königliche Hoheit, 1953.
- Die goldene Pest, 1954.
- Die Barrings, 1955.
- Drei Mädels vom Rhein, 1955.
- Rosen im Herbst, 1955.

### Regista
- Drei Tage, 1931.
- Ich will dich Liebe lehren, 1932.
- Dannazione (Liebe, Tod und Teufel), co-regia di Reinhart Steinbicker, 1934.
- Lady Windermeres Fächer, 1935.
- Die unheimlichen Wünsche, 1939.
- Der Herr vom andern Stern, 1948.

## Teatro

### Attore alla Volksbühne di Berlino
- Prima di Penthesilea di Heinrich von Kleist, 17 aprile 1919.
- Prima di Uraufführung von "Der Umzug" di R. Bauer-Greef, 19 maggio 1919.
- Prima di Der Schwarzkünstler, di Emil Gött, 17 giugno 1919.
- Prima di Der heilige Florian, di Max Neal e Philippe Weichand, 4 luglio 1919.
- Prima di Eine Landpartie, di Adolf Glasbrenner.